# ماريا غيريرو
ماريا غيريرو (بالإسبانية: María Guerrero)‏ هي مصممة رقص وممثلة إسبانية، ولدت في 17 أبريل 1867 بمدريد في إسبانيا، وتوفيت بنفس المكان في 23 يناير 1928.

## وصلات خارجية
- ماريا غيريرو على موقع IMDb (الإنجليزية)
- ماريا غيريرو على موقع قاعدة بيانات الفيلم (الإنجليزية)